# انسان‌دوستی

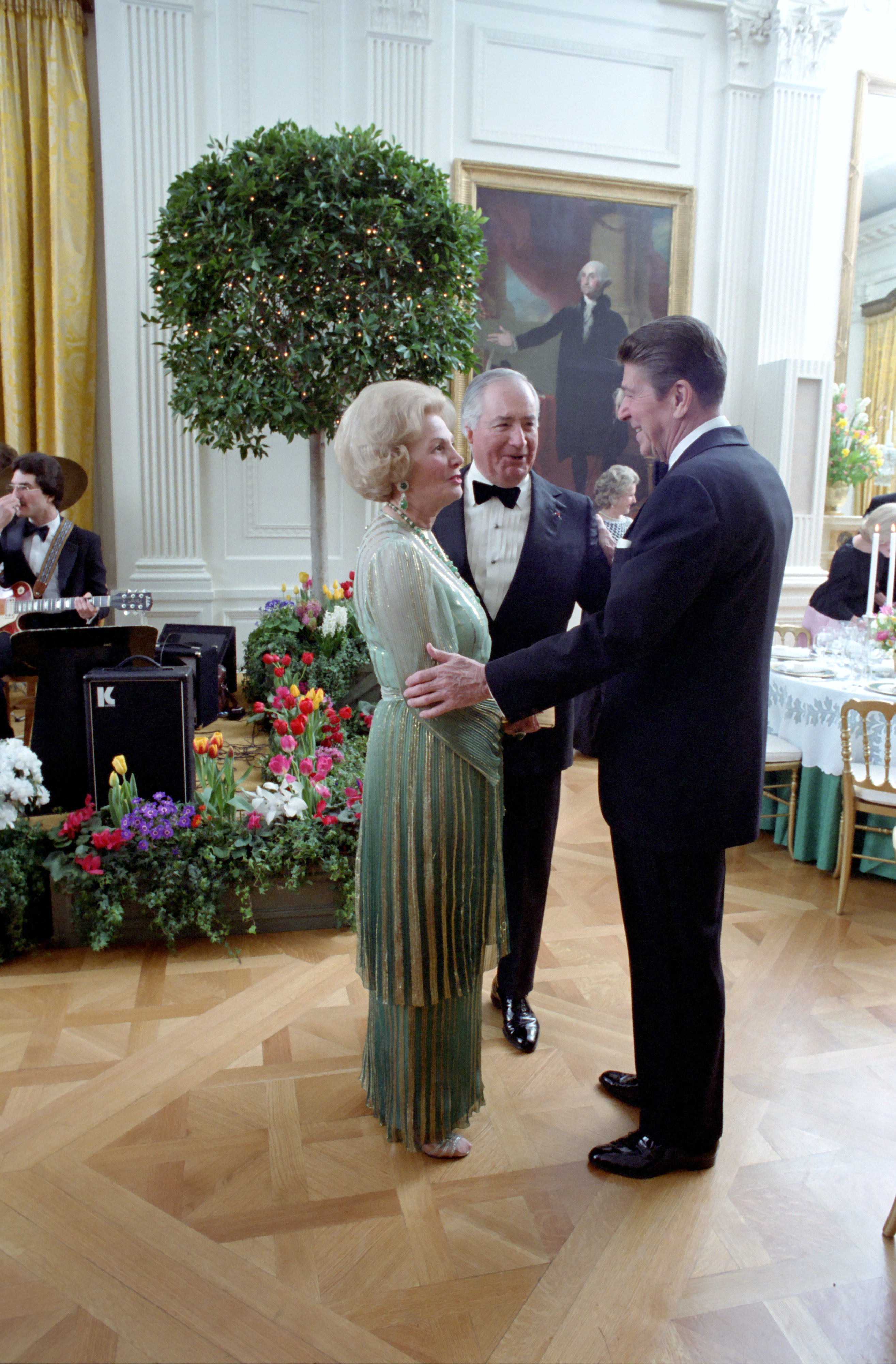
والتر آننبرگ و همسرش نزد رونالد ریگان در ۱۹۸۱. بخاطر هدایای هنگفت این زوج به دانشگاه پنسیلوانیا و دانشگاه جنوب کالیفرنیا، دانشکدهٔ ارتباطات هر دو دانشگاه امروزه به نام ایشان مزین است.

انسان‌دوستی یا نیکوکاری (به انگلیسی: philanthropy) به اعمال یا اوقافی گویند که در راه اهداف بشردوستانه و برای مقاصد نیکوکاری انجام شده باشد.انسان دوستی شامل رفتاری مبتنی بر هم نوع دوستی و دگر نوع دوستی است.

## در آمریکا
در آمریکا بخشش تاریخی، دیرینه و به صورت یک فرهنگ عامیانه مرسوم گشته‌است. بسیاری از دانشگاه‌های کنونی آمریکا یا توسط وقف‌های ارضی و مالی احداث شده‌اند، یا توسط هدایای افراد خیّر به فعالیت‌های علمی خود ادامه می‌دهند.
در میان اعمال بخششی که در تاریخ آمریکا (به غیر از موارد فراوان موسسات آموزش عالی همانند تأسیس دانشگاه هاروارد) معروف می‌باشد، می‌توان به تأسیس ۱۰۵ کتابخانه عمومی توسط اندرو کارنگی و اهدای ۲۰۰ میلیون دلاری به ان پی آر اشاره کرد. بسیاری از پارک‌های ملی آمریکا نیز (همانند پارک ملی گراند تیتون) توسط ثروتمندان و برای حفظ طبیعت و عموم خریداری شدند.
در سال ۲۰۱۰ میلادی، ۴۰ میلیاردر آمریکایی متعهد شدند حداقل نصف ثروت خود را برای مقاصد نیکوکاری و بشردوستانه به سازمان‌های غیرانتفاعی و ان جی او ببخشند. در میان این افراد خیّر می‌توان اسامی بیل گیتس، مایکل بلومبرگ، جورج لوکاس، وارن بافت، لری الیسون، پیر امیدیار، و پل آلن را دید.

### یک رشته تحصیلی
امروزه در آمریکا، بخشش و اوقاف حتی یک رشته تحصیلی نیز می‌باشد که در سطوح دکترا و کارشناسی ارشد مدارک ارائه می‌دهد.

### اسلام
در ادیان الهی، و به‌طور نمونه فرهنگ اسلامی نیز زکات سابقه طولانی در میان پیروان این دین داشته‌است.

## برخی از بزرگ‌ترین نیکوکاران جهان
در فهرست زیر از برخی خیرترین افراد جهان نام برده شده‌است:
- ۳۱ میلیارد دلار از وارن بافت به بنیاد بیل و ملیندا گیتس
- ۹ میلیارد دلار از چاک فنی به بنیاد بشردوستی آتلانتیس
- ۲ میلیارد دلار از عظیم پرمجی به بنیاد عظیم پرمجی
- ۵۰۰ میلیون دلار از تی بون پیکنز به دانشگاه ایالتی اوکلاهاما
- ۵۰۰ میلیون دلار از والتر آننبرگ برای تعمیر مدارس دولتی در ایالات متحده
- ۳۵۰ میلیون دلار (مبلغ ۷ میلیارد دلار در شرایط فعلی) از اندرو کارنگی در سال ۱۹۰۱ کسی که بیشتر ثروت خود را به کارهای خوب اختصاص داد. از کارهای وی می‌توان به ساخت تالار کارنگی در نیویورک سیتی اشاره کرد.
- ۴۲۴ میلیون دلار از ریدرز دایجست به موزه متروپولیتن نیویورک
- ۳۵۰ میلیون دلار از طرف مایکل جکسون کسی که بیشتر ثروتش را صرف امور نیکوکارانه برای مردم فقیر و کودکان بی‌بضاعت جهان کرد. او از ۳۹ جنبش خیرخواهانه پشتیبانی کرد و بنیاد خیریهٔ دنیا را التیام بده را تأسیس کرد و نامش به عنوان «نیکوکارترین فرد مشهور» در سال ۲۰۰۱ به کتاب گینس اضافه شد. به وصیت او، ۲۰ درصد از هر درآمدی که بعد از مرگش بدست آمد نیز باید به خیریه بخشیده شود.[۱۳][۱۴]
- ۳۵۰ میلیون دلار از یارک بری
- ۲۲۵ میلیون دلار از طرف ریموند و روت پرلمن، پدر و مادر رونالد او. پرلمن، به دانشکده پزشکی پنسیلوانیا در سال ۲۰۱۱
- ۲۰۰ میلیون دلار از طرف جوآن بی. کروس به رادیوی عمومی ملی در سال ۲۰۰۳
- ۱۰۰ میلیون دلار از جان دیویس راکفلر به بنیاد راکفلر در سال ۱۹۱۳ و ۱۹۱۴
- ۱۰۰ میلیون دلار از طرف هنری و بتی روآن به کالج ایالتی گلسبرو
- ۱۰۰ میلیون دلار از کیانو ریوز به امور خیریه